# کارلوس والدس (بازیکن فوتبال، زاده ۱۹۴۵)
کارلوس والدس (اسپانیایی: Carlos Valdez‎؛ زادهٔ ۲۲ مهٔ ۱۹۴۵) بازیکن فوتبال اهل گواتمالا بود.
وی همچنین در تیم ملی فوتبال گواتمالا بازی کرده است.